# Konowalca
Konowalca (ukr. Коновальця, ros. Коновальца) – przystanek kolejowy we Lwowie, w obwodzie lwowskim, na Ukrainie. Leży na linii Lwów – Czerniowce.
Nazwa pochodzi od przebiegającej w pobliżu ulicy Jewhena Konowalca.